# Droga wojewódzka 837
Die Droga wojewódzka 837 (DW 837) ist eine 65 Kilometer lange Droga wojewódzka (Woiwodschaftsstraße) in der polnischen Woiwodschaft Lublin, die Zamość mit Piaski verbindet. Die Strecke liegt in der Kreisfreien Stadt Zamość, im Powiat Zamojski, im Powiat Krasnostawski und im Powiat Świdnicki.

## Streckenverlauf
Woiwodschaft Lublin, Kreisfreie Stadt Zamość
-  Zamość (DK 17, DK 74, DW 843, DW 849)

Woiwodschaft Lublin, Powiat Zamojski
- Wysokie
- Bortatycze
- Białobrzegi
- Zarudzie
- Złojec
- Krzak
- Nielisz
- Staw Noakowski
- Kolonia Emska

Woiwodschaft Lublin, Powiat Krasnostawski
- Płonka
- Mościska-Kolonia
- Wierzbica
- Równianki
- Gany
-  Średnia Wieś (DW 842)
-  Żółkiewka-Osada (DW 842)
- Dąbie

Woiwodschaft Lublin, Powiat Świdnicki
- Pilaszkowice Drugie
- Bazar
- Pilaszkowice Pierwsze
- Częstoborowice
- Rybczewice Drugie
- Rybczewice Pierwsze
- Stryjno-Kolonia
- Stryjno Pierwsze
- Wygnanowice
- Gardzienice Pierwsze
- Gardzienice Drugie
-  Piaski (S 12, S 17, DK 12, DK 17)